# Palicourea buntingii
Palicourea buntingii är en måreväxtart som beskrevs av Julian Alfred Steyermark. Palicourea buntingii ingår i släktet Palicourea och familjen måreväxter. Inga underarter finns listade i Catalogue of Life.